# Hanomag Typ Dresden
Die Tenderlokomotiven der Reihe Hanomag Typ Dresden waren Dampflokomotiven mit der Achsfolge D, die ab 1924 vom Hersteller Hanomag an verschiedene Industriebetriebe geliefert wurden.

## Geschichte
Die Lokomotiven gehörten zum 2. Typenprogramm von Einheits-Werklokomotiven des Herstellers Hanomag. Sie waren die größten Lokomotiven dieser Typenreihe. Die tatsächlich produzierte Zahl der Lokomotiven ist nicht bekannt.
Bekannt sind sechs gelieferte Lokomotiven:
- Fabriknummer 10350 an die Zeche Lothringen, dort Nummer VI
- Fabriknummer 10376 an Kunden in Frankreich
- Fabriknummer 10426 an die Zeche Diergardt
- Fabriknummer 10479 an Gebrüder Böhler
- Fabriknummer 10579 an eine chemische Fabrik in Gerthe und
- Fabriknummer 10674 an ein Steinkohlenbergwerk in den Niederlanden[2]

Von diesen ist keine mehr vorhanden.
Die Lokomotiven entstanden zu einer Zeit, als die Teilenormung bei Werks- und Hüttenlokomotiven zur Typisierung führte. Dies brachte Kostensenkungen mit sich, da Kunden Ersatzteile direkt ab Fabriklager abfordern konnten, ohne selbst ein Ersatzteillager unterhalten zu müssen. Rund 70 % aller Teile des Typenprogrammes waren gleich und somit austauschbar. Aus dieser Entwicklung resultierte das Vereinheitlichungsbestreben des Vereins deutscher Straßen- und Kleinbahnen, daraus entstand das Programm der ELNA-Lokomotiven.

## Technik

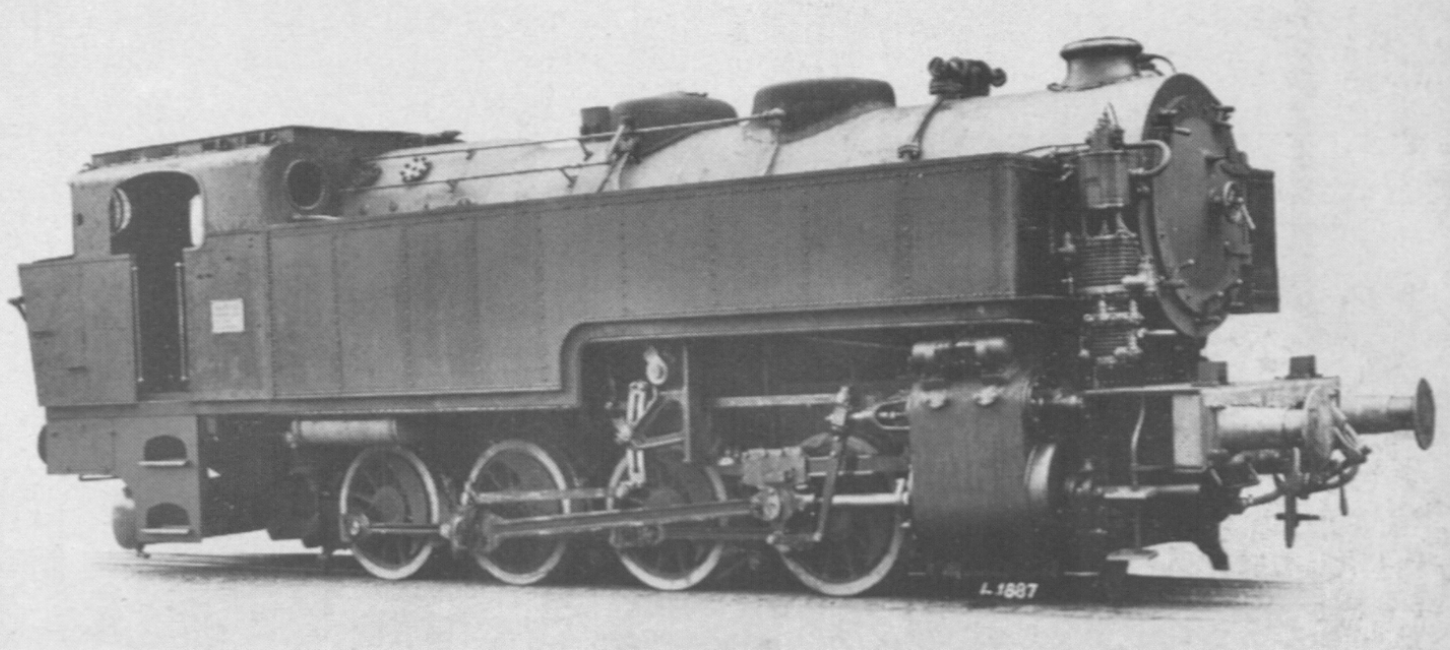
Niedrige Bauart der Hanomag-Type Dresden für einen Kunden in den Niederlanden

Die Lokomotiven waren als Hüttenlokomotiven konstruiert, bei der große Lokreibungslast und Leistung im Vordergrund standen. Sie wurden aus Werkstoffen hergestellt, die den Vorschriften der Deutschen Lokomotivbau-Vereinigung entsprachen und mit Nassdampf betrieben, um Wartungsaufwand und Störanfälligkeit zu minimieren. Sie besaßen einen einfachen Blechrahmen mit integriertem Wasserkasten. Weitere Wasservorräte wurden in den seitlichen Kästen mitgeführt. Die Kohlen lagerten im linken seitlichen Kasten bis zum Führerhaus und im hinteren Kasten.
Das Triebwerk der Lok arbeitete auf die dritte Achse und besaß eine Heusinger-Steuerung mit Kolbenschiebern. Die ersten drei Achsen waren fest im Rahmen gelagert, die vierte Achse konnte 15 mm nach jeder Seite verschoben werden. Die Lokomotiven waren mit Dampfbremse und Handbremse ausgestattet, abgebremst wurden alle Räder von vorn.
Zur Grundausstattung gehörten Friedmann-Schmierpumpe, Handsandstreuer und Dampfläutewerk. Die Lokomotiven besaßen einen Sandkasten mit zwei Sandrohren pro Triebwerksseite, diese besandeten jeweils die in Fahrtrichtung zweite Achse. Das Läutewerk war auf dem linken Umlaufblech vor dem Wasserkasten befestigt.
Von der Hanomag Typ Dresden wurde eine Variante mit sehr langen, bis an die Rauchkammervorderseite reichenden Wasserkästen und niedriger Bauart gefertigt. Diese Bauform ist nur auf historischen Bildern zu finden.